# Schradera ledermannii
Schradera ledermannii là một loài thực vật có hoa trong họ Thiến thảo. Loài này được (Valeton) Puff, R.Buchner & Greimler miêu tả khoa học đầu tiên năm 1998.